# Zvenigovo
Zvenigovo, (in russo Звенигово?, in Lingua mari Провой) è una città della Russia, che si trova nella Repubblica dei Mari sulla riva sinistra del Volga a 90 chilometri a sud ovest di Joškar-Ola. 

La città fu fondata nel 1860, nel 1974 ottenne lo status di città ed ora è capoluogo dello Zvenigovskij rajon.